# Relaciones Cuba-Venezuela
Las relaciones Cuba-Venezuela se refiere a las relaciones bilaterales entre Cuba y Venezuela.
En noviembre de 1961, el presidente venezolano Rómulo Betancourt rompió relaciones con Cuba siguiendo la política de la doctrina Betancourt, que consistía en no relaciones diplomáticas con los gobiernos que habían llegado al poder por medios no electorales. En enero de 1962 Venezuela votó para expulsar a Cuba de la Organización de los Estados Americanos (OEA) y en julio de 1964 solicitó con éxito que las sanciones de la OEA fueran impuestas a Cuba después del descubrimiento de un cargamento de armas en una playa venezolana, supuestamente abandonado por cubanos para uso de las Fuerzas Armadas de Liberación Nacional (FALN).
En mayo de 1967 ocurrió el desembarco de Machurucuto, donde el ejército venezolano frustró una invasión de oficiales cubanos y guerrilleros venezolanos.
A partir de 1969 inicia un acercamiento tentativo entre ambos países durante la presidencia Rafael Caldera, y en 1974 las relaciones fueron reanudadas durante el gobierno de Carlos Andrés Pérez, junto con las entregas de petróleo, y Venezuela abogó por la readmisión de Cuba a la OEA. Las tensiones resurgieron en 1977 después del atentado del Vuelo 455 de Cubana de Aviación y luego de que cubanos buscaron refugio en la embajada venezolana de La Habana en 1980.
En 1999 la relación bilateral mejoró significativamente durante la presidencia de Hugo Chávez. Aunque durante su candidatura presidencial denominó a Cuba una dictadura, formó una importante alianza con Fidel Castro y una relación comercial significativa con Cuba desde su elección en 1999. La cálida relación entre ambos países continuó intensificándose. Hugo Chávez describió a Castro como su mentor y durante su presidencia se refirió al régimen cubano como una "democracia revolucionaria". La relación bilateral incluye la ayuda al desarrollo, las empresas conjuntas, las grandes transacciones financieras, el intercambio de recursos energéticos y la tecnología de la información, y la cooperación en los campos de los servicios de inteligencia y militares.
Una característica de las relaciones entre Cuba y Venezuela es que ambas naciones están intercambiando activos entre sí, que son baratas para el país emisor pero de gran importancia para el país receptor.

## SigloXVIII
Los lazos entre Cuba y Venezuela se remontan a la época imperial española con relaciones principalmente de carácter económico, militar, cultural e incluso familiar, siendo administrados de manera separada a través de la Capitanía General de Cuba y la Capitanía General de Venezuela. 
En agosto de 1780 arribó al puerto de La Habana el Ejército de Operaciones de América, fuerza militar que integró al prócer venezolano Francisco de Miranda como capitán del Regimiento de Aragón. Siendo edecán del coronel Juan Manuel de Cagigal durante el siguiente trienio, Miranda se desplazó por la región caribeña en cumplimiento de las misiones militares que le fueron encargadas.
En 1783 la nodriza del Libertador Simón Bolívar fue una santiaguera Inés Mancebo esposa de Fernando Miyares, originario de Santiago de Cuba, gobernador de la provincia de Barinas funda la ciudad de San Fernando de Apure en 1788. 
La liberalización de la trata de esclavos permitió legalizar los contactos comerciales que la Gobernación de Cuba mantenía desde hacía tiempo con Jamaica y Saint Domingue, además de proporcionar un importante número de esclavos a los hacendados de la región del Caribe para el fomento de los cultivos de exportación.
Simón Bolívar, muy joven, visitó La Habana por solo dos días. A bordo del buque San Ildefonso llegó a la ciudad el 15 de abril de 1799. Su visita no trascendió. Él mismo apenas la menciona en su obra posterior. Sin embargo, Cuba estuvo siempre latente en su pensamiento político. La independencia americana no concluía sin la libertad de Cuba y Puerto Rico.

## SigloXIX
En 1804 llega a La Habana procedente de La Guaira el doctor Francisco Javier Balmis al frente de la Real Expedición Filantrópica de la Vacuna con 22 niños inoculados con el virus de la viruela en Caracas para continuar la vacunación llevada a cabo por el doctor Tomás Romay Chacón, a partir de tres niños vacunados en Puerto Rico.
Fernando Miyares, gobernador de la provincia de Maracaibo, sin saber que el 19 de abril de 1810 Vicente Emparan había sido depuesto por el Cabildo de Caracas, el Consejo de Regencia de Cádiz designó a Miyares en su reemplazo como Capitán General de Venezuela el 29 de abril de 1810. 
Entre los firmantes del Acta de Independencia de Venezuela en 1811 se destaca el diputado Francisco Javier Yanes quien era nativo de Camagüey. 
En 1817 salen hacia Cuba las hermanas María Antonia y Juana Bolívar y su familia residenciándose en La Habana bajo la protección de las autoridades españolas. 
En Filadelfia, el patriota cubano Jose Francisco Lemus estableció contacto con varios enviados del libertador  Simón Bolívar tales como Lino de Clemente y Juan German Roscio. Comprometido con la causa idependentista se le dio el grado de coronel del Ejército de Colombia.
Desde La Habana María Antonia Bolívar dirige cartas a la Real Audiencia de Caracas pidiendo el desembargo de sus bienes. Lo logra ese mismo año y en 1819 el propio Rey Fernando VII de España le concede una pensión. En 1819 su hermana Juana regresa a Venezuela y se radica en Angostura, En 1820 sus hijos Anacleto y Valentina (ésta junto con su esposo) regresan a Caracas.
El coronel Lemus regresó a Cuba a principios de 1820 y en 1821, fundó la logia masónica "Soles y Rayos de Bolívar", junto a José Fernández Madrid, José María Heredia y Heredia y Severo Courtois.
En la célebre batalla de Carabobo (1821), el teniente coronel José Rafael de Las Heras, natural de La Habana, luchó con ferocidad al lado del ejército patriota. Luego de la victoria, en el propio campo de batalla, fue promovido a coronel por el general Simón Bolívar, y ante quien el Libertador haría la promesa de "no guardar su espada hasta que Cuba estuviera libre".
El 19 de septiembre de 1821 fallece en La Habana el esposo de María Antonia, Bolívar y poco después, acompañada por sus hijos Josefa y Pablo, viaja a Filadelfia donde visita a su sobrino Fernando Simón Bolívar Tinoco que cursa estudios en esa ciudad. Regresa a Caracas ese mismo año y se dedica a la administración de los bienes de la familia. 
Tras romper el asedio de Puerto Cabello fuerzas realistas intentar tomar la ciudad de Maracaibo y el general Lino Clemente envía al batallón Maracaibo, encabezado por Las Heras, a detenerlos. Durante la batalla de Juana de Ávila, el 24 de abril de 1822, el coronel consigue derrotarlos pero pierde su vida en el proceso.
En 1823 estalla la "Conspiración de los Soles y Rayos de Bolívar" para liberar a Cuba impulsada por varios factores, como la reimplantación en 1820 de la Constitución española de 1812, la consolidación de la Gran Colombia con las victorias de Simón Bolívar en Boyacá y Carabobo, el consiguiente debate político e ideológico entre liberales y absolutistas hasta que en 1823 fue aplastado el gobierno liberal en España, y el avance y consolidación de la lucha anticolonialista en el continente americano. En julio fueron apresados numerosos conjurados y a partir del 14 de agosto se produjeron más de cien detenciones de personalidades principales del movimiento en La Habana y Matanzas. Uno de los cabecillas José Francisco Lemus fue apresado en la casa del comerciante venezolano Juan Jorge Peoli, en Guanabacoa, y encerrado en el cuartel de Belén, en La Habana, de donde trató infructuosamente de escapar. Sin embargo, Peoli sí pudo evadirse de ese cuartel y, disfrazado de fraile, pasó a México.
En 1823 los realistas todavía resistían en Puerto Cabello, asediados por tierra y bloqueados por mar. Con la armada española en la ruina y el estado en bancarrota el único refuerzo a los defensores de Puerto Cabello llega desde Cuba con una flotilla al mando del capitán de navío Ángel Laborde que logra romper el bloqueo naval patriota. 

Bandera cubana moderna diseñada por Narciso López, militar español nacido en Caracas.

Cuando el ejército español se retiró en derrota a Cuba después de la decisiva Batalla del Lago de Maracaibo (1823), muchos realistas venezolanos fueron exiliados como el coronel Narciso López, Marcos Maceo, quien sería el padre del revolucionario Antonio Maceo, Calixto García de Luna e Izquierdo, quien sería el abuelo del mayor general de la Independencia cubana Calixto García. Otros como Tomás Terry continuaron sirviendo al gobierno colonial en varios puestos militares y administrativos en Cuba y España. Después de volverse contra el dominio español, se convirtieron en partidarios de la facción independista en Cuba.
Los generales Antonio José de Sucre y José Antonio Páez recibirían órdenes de Bolívar para preparar expediciones para liberar a Cuba y Puerto Rico las últimas colonias en el Continente Americano. En 1826, debió materializarse el proyecto presentado en el Congreso Anfictiónico de Panamá, pero no contó con el apoyo de los gobiernos de Estados Unidos e Inglaterra.
En 1827, el Patriota Cubano José Aniceto Iznaga Borrell se entrevista con el Libertador en Caracas para explorar las posibilidades de la Gran Colombia de cooperar en la Independencia de Cuba y Puerto Rico. En 1844, el escritor venezolano Domingo del Monte siendo propietario de ingenios azucareros, es acusado por las autoridades españolas de Cárdenas por haber apoyado a esclavos negros insurrectos en la Conspiración de La Escalera, abandona Cuba poco después y fallece en la ciudad de Madrid, el 4 de noviembre de 1853. 
En 1848, durante una redada de revolucionarios cubanos implicados en la Conspiración de La Mina de la Rosa Cubana, Narciso López huyó a los Estados Unidos donde intentó liberar la isla y hacer una Cuba independiente que finalmente se anexaría a Estados Unidos como un estado esclavista. La bandera moderna de Cuba fue enarbolada por primera vez en su primera expedición en Cárdenas, fue diseñado por López, así como por el cubano Miguel Teurbe Tolon. En 1851 López y muchos expedicionarios americanos de la tercera expedición fueron derrotados y ejecutados por garrote vil en el Castillo de Salvador de La Punta de La Habana. Antes de ser ajusticiado López exclamó: "Mi muerte no cambiará el destino de Cuba".
En el transcurso de la Guerra de los Diez Años (1868-1878) Venezuela se adhiere a la “Alianza contra España”, formada por Perú, Chile y Bolivia, surgida durante la Guerra del Pacífico de 1865-1866, que hicieron causa común con los insurgentes cubanos. De Venezuela fueron a Cuba, entre otros, José Miguel Barreto Pérez, Manuel María Garrido, Cristóbal Mendoza, Salomé Hernández Hernández, Cristóbal Acosta, José María Aurrecoechea y Amadeo Manuit. Todos lucharon por la Independencia de Cuba en varias batallas que destacan por su valentía. Salomé Hernández murió en Cuba por enfermedad, mientras Acosta, Aurrecoechea Irigoyen y Manuit, ahogaron el suelo insular con su sangre, ayudando a sentar las bases de la creciente amistad y solidaridad entre Cuba y Venezuela. En Guaimaro, Carlos Manuel de Céspedes, presidente de la República en Armas el 12 de abril de 1869, designa al venezolano Cristóbal Mendoza, Secretario encargado de Relaciones Exteriores, exiliado en Camagüey fue el primero en tomar las armas por la independencia de Cuba. Nieto de Cristóbal Mendoza, primer presidente de Venezuela y amigo de Bolívar que en 1814, después de la derrota de la Primera República le escribió en los siguientes términos: "Venga sin demora: venga, el país lo necesita. Vaya conquistando y seguirá organizándome, porque usted es el hombre de la organización, como yo soy de la conquista ". Cristóbal Mendoza alcanzó el rango de coronel y falleció frente al pelotón de fusilamiento español el 30 de diciembre de 1870, dos días después de caer prisionero en Najasa, Camagüey.
El vapor Virginius al comando del brigadier cubano Rafael de Quesada zarpó de Nueva York el 4 de octubre de 1870 con armas y hombres a bordo para ayudar a los liberales en Venezuela. En 1871 el presidente Antonio Guzmán Blanco apoyó la llamada "Expedición Venezolana de la Vanguardia", que desembarcó en el departamento oriental de Cuba el 17 de junio. En esta expedición El Virginius al comando del brigadier Rafael de Quesada, transportaba 200 hombres, la mayoría venezolanos, con 600 armas, municiones y 40 mulas. En Camagüey, resultaron victoriosos en el combate de Sabanas del Ciego, en el que las fuerzas españolas fueron diezmadas. 
En 1873 el Virginius zarpa de Puerto Cabello hacia el puerto panameño de Colón y de allí salió el 2 de julio de 1873 rumbo a Cuba. Al frente iba Rafael de Quesada, y dirigía al contingente combatiente de la llamada "Expedición Bolívar" el general José Miguel Barreto. En la ensenada de Mora, Pilón, al sur de la provincia oriental, la Expedición Bolivariana entrega a los mambises otro valioso cargamento de armas y pertrechos. De los 130 expedicionarios, solo 27 eran extranjeros, la mayoría venezolanos. Barreto después recibió el grado de mayor general y el 5 de agosto de 1873 fue nombrado Secretario de la Guerra del gobierno del presidente Carlos Manuel de Céspedes, luego asumió el cargo de segundo jefe del Departamento Provisional del Cauto. 
El patriota cubano José Martí, acusado de implicarse en la política venezolana, fue expulsado por Guzmán Blanco en 1881. Marti debe salir apresuradamente de Caracas, donde planeaba vivir su exilio, sin ser capaz de decir adiós a sus amigos y volver a Nueva York. 
En Cienfuegos Tomás Terry fue emprendiendo distintas actividades agroindustriales y ser propietario de varios ingenios importantes, entre ellos el Central Caracas, el ingenio azucarero más grande de Cuba, con lo que logra amasar una de las mayores fortunas del mundo hacia finales de la década de 1880.
Descendientes de Bolívar y familiares del mariscal Antonio José de Sucre, lucharon por la independencia de Cuba en la Guerra de los 95 mientras que el aventurero Rafael de Nogales Méndez lo haría en el bando realista durante la guerra hispanoamericana. Tras la derrota de los reaistas España y los Estados Unidos en 1898 firman el tratado de Paz de Paris mediante el cual Cuba, Puerto Rico, Filipinas y Guam quedaron bajo tutela de Estados Unidos.
El 23 de mayo de 1899, el general Cipriano Castro decide organizar junto con Juan Vicente Gómez y otros copartidarios exiliados en Colombia, la denominada Revolución Liberal Restauradora, que comenzó con la invasión de Venezuela desde Cúcuta, Colombia, con el fin de derrocar el gobierno de Ignacio Andrade.
El avance de la revolución fue posible debido a la debilidad de Andrade agravada por la anarquía de sus jefes militares y la perdida del territorio Esequibo en el Laudo Arbitral de Paris del 3 de octubre de 1899. Dicho movimiento revolucionario triunfa luego de librarse algunas batallas que motivaron la huida del presidente  Andrade y la entrada triunfal de Castro en Caracas el 23 de octubre de 1899.

## SigloXX

### 1900-1958

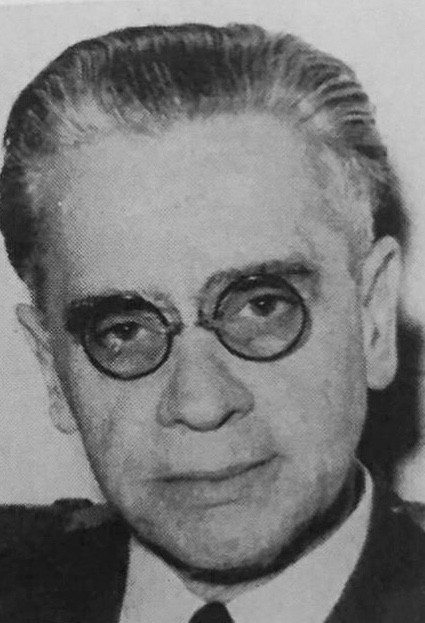
José Nucete Sardi, Embajador de Venezuela en Cuba (1947 - 1948) y (1959 - 1962)

La República de Cuba surge como al primer Estado cubano que existió tras el fin de la ocupación estadounidense el 20 de mayo de 1902. El presidente  Cipriano Castro y el presidente Tomas Estrada Palma manifestaron en intercambio de notas oficiales el interés por establecer instrumentos de validez internacional para consolidar las relaciones políticas y comerciales. Los intereses cubanos fueron atendidos por el personal consular de los Estados Unidos de América acreditado en Venezuela. En 1903, Castro designa al expresidente  Ignacio Andrade  como Enviado Extraordinario y Plenipotenciario en Cuba.  Cuba designa a su primer representante diplomático Juan Rius Rivera como Enviado Extraordinario y Ministro Plenipotenciario en Misión Especial Diplomática para el inicio de relaciones con los países de Centro y Sudamérica, el 21 de junio de 1906.
En 1913, Cuba y Venezuela firmaron un tratado de extradición. En 1920 la constitución de la Galbán & Lobo Company Importing and Exporting Association, fundada por los expatriados venezolanos Heriberto Lobo Senior y su hijo Julio, representó el inicio de una exitosa carrera en el negocio del azúcar en Cuba. 
En noviembre de 1927 el embajador especial Ruy de Lugo Viña, entregó al General Juan Vicente Gómez, Presidente de la República de Venezuela, el Diploma de la Gran Cruz de la  Orden "Carlos Manuel de Céspedes", que le fue otorgada por el presidente de Cuba Gerardo Machado.
El 8 de mayo de 1935 el activista Carlos Aponte murió al lado de Antonio Guiteras, cuando este se embarcaba en el  Morrillo de Matanzas para viajar el extranjero a preparar las expediciones que habrían de luchar contra el ejército de Fulgencio Batista. Al comprar el Central Caracas en 1946 el empresario Julio Lobo llegó a controlar el 30 % de la producción azucarera de Cuba. 
Tras el golpe de Estado del 24 de noviembre de 1948 el presidente de Venezuela Rómulo Gallegos es detenido y permanecería apresado en la Escuela Militar hasta el 5 de diciembre, cuando salió exiliado hacia La Habana junto con su esposa y su hija. La Junta militar de gobierno intentó conseguir el reconocimiento del presidente cubano Carlos Prío Socarrás; este pidió como gesto de buena voluntad la liberación de expresidente del Senado Valmore Rodríguez, a lo que Carlos Delgado Chalbaud se negó.
El 18 de abril de 1951 un grupo de sicarios intentan asesinar al dirigente Rómulo Betancourt, a través de una inyección letal. Betancourt sale ileso del atentado que denuncio ante las autoridades policiales de La Habana.[cita requerida]
En marzo de 1952 es derrocado el presidente cubano Carlos Prío Socarrás en el golpe de Estado en Cuba de 1952, la junta militar de gobierno tarda pocas horas en reconocer al nuevo gobierno de Fulgencio Batista. Rómulo Betancourt pide asilo ante la Embajada de Guatemala y fustigó la toma violenta del poder en Cuba a manos de Batista. Los exiliados venezolanos fueron acusados de comunistas son conminados a dejar la isla dirigiéndose a México y Costa Rica.[cita requerida]

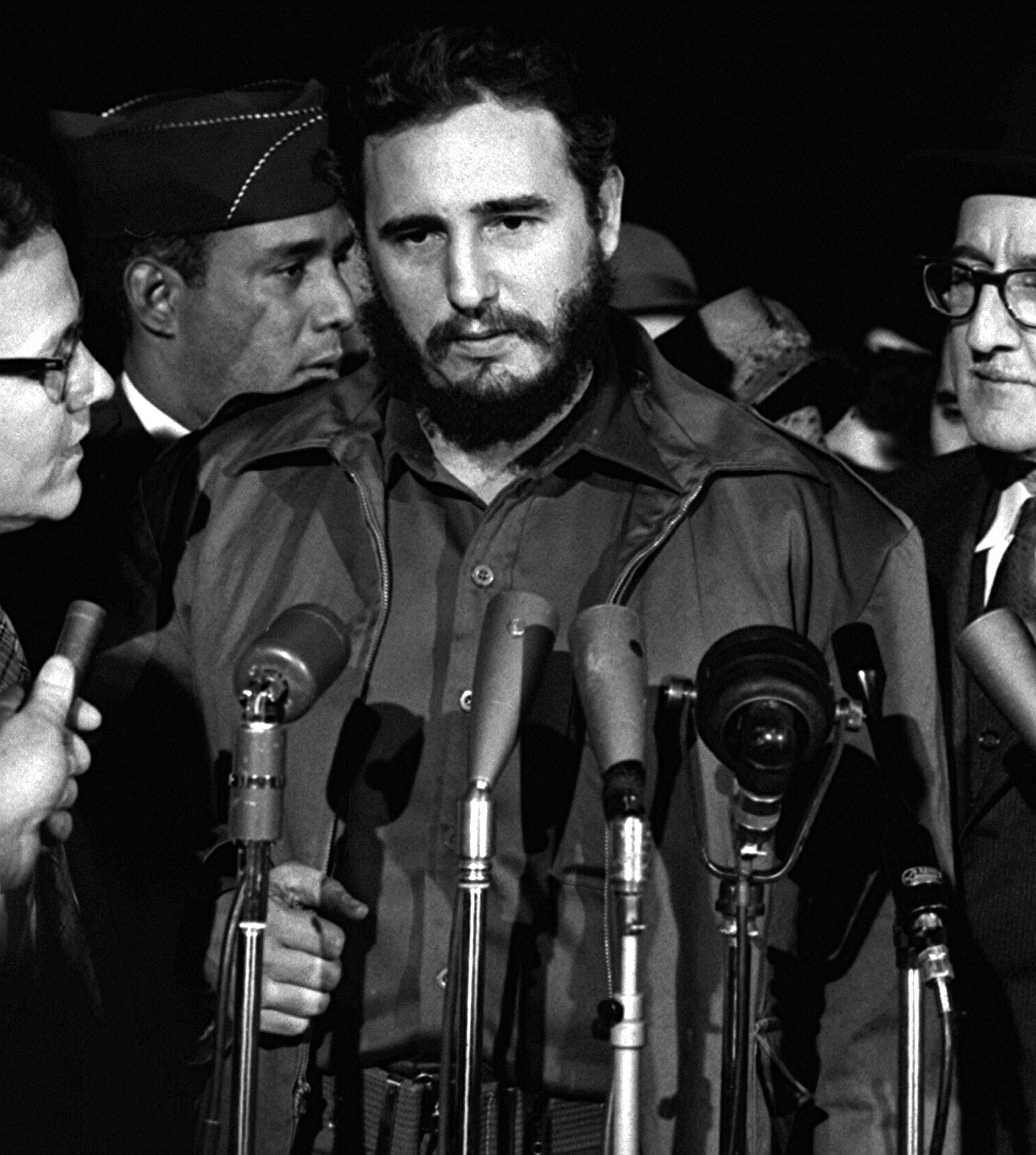
Fidel Castro dictador cubano (1959-2008)

Durante los años de la guerrilla de Fidel Castro que luchaba en la Sierra Maestra para derrocar al dictador Fulgencio Batista, hubo muchos gestos y acciones de solidaridad venezolana con el Movimiento 26 de Julio en el exilio liderado por Francisco Pividal. De hecho, el empresario azucarero Julio Lobo mostró su postura contraria a la administración de Batista y donó cincuenta mil pesos a factores opositores la mitad de ese dinero fue a parar a las arcas del Movimiento 26 de Julio. Después de la caída del dictador Marcos Pérez Jiménez el 23 de enero de 1958, una campaña callejera llamada "La Marcha de Bolívar a la Sierra Maestra", logró que se recolectaran 220.000 dólares, así como una considerable cantidad de armas y municiones que fueron llevadas a Cuba por el capitán Héctor Abdelnour Musa a bordo de un avión C-46, comprado para ese propósito. Este cargamento fue entregado a la guerrilla cubana. Las armas provienen de los arsenales del Ejército venezolano. Todo esto fue dirigido por René Estévez con el conocimiento y aprobación del entonces presidente Wolfgang Larrazabal, apoyado por su hermano Carlos y otros oficiales como Hugo Trejo. A su vez, los radiodifusores venezolanos tuvieron la iniciativa de retransmitir los partes bélicos de Radio Rebelde a través de Radio Rumbos y Radio Continente, lo que permitió conocer los avances de la guerrilla de Castro y los reveses del dictador Batista durante la Revolución cubana.
El 20 de julio de 1958 de varios revolucionarios cubanos firman el Pacto de Caracas para poner fin al régimen de Fulgencio Batista y restaurar la democracia en Cuba.

### 1959-1990

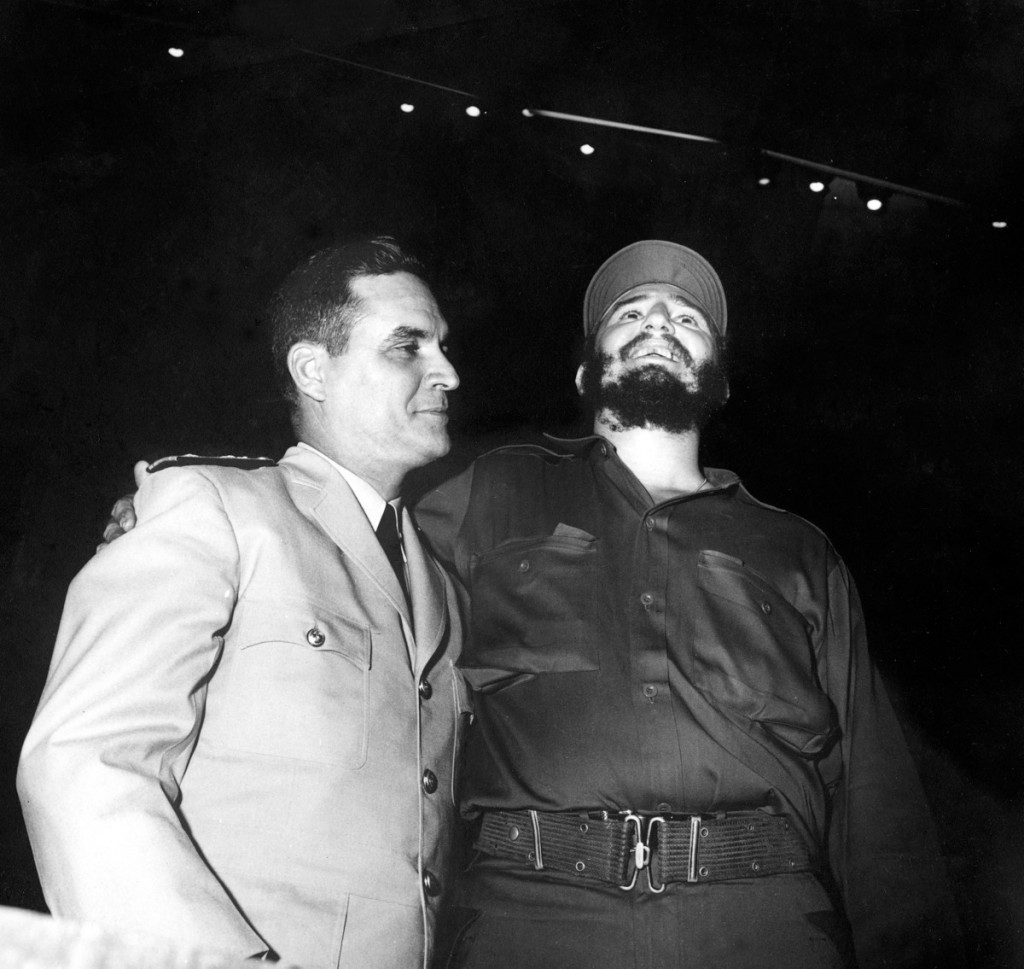
Fidel Castro Al comprar el Central Hershey en 1957 el empresario Julio Lobo llegó a controlar el 49% de la producción azucarera de Cuba. Wolfgang Larrazábal, en acto en el Aula Magna de la Universidad Central de Venezuela en enero de 1958.

Con el triunfo de la Revolución Cubana, el 1 de enero de 1959, tras la renuncia de Anselmo Alliegro y Milá, Manuel Urrutia LLeo fue nombrado Presidente provisional de la República de Cuba y su gobierno fue reconocido por los Estados Unidos. Al momento de la victoria revolucionaria, Urrutia se encontraba exiliado en Venezuela, pero regresó el 2 de enero para tomar posesión del cargo. El nuevo gobierno revolucionario consistió en gran parte de políticos cubanos veteranos y liberales que incluían a José Miró Cardona, que sería designado como primer ministro de Cuba por Urrutia. En Venezuela se celebró la huida de Fulgencio Batista, viéndose en términos del fin de la reciente dictadura de Marcos Pérez Jiménez, y se abrió un nuevo período en las relaciones bilaterales entre La Habana y Caracas. El 3 de enero de 1959, el ministro de Estado de Cuba solicitó al Ministerio de Relaciones Exteriores venezolano el reconocimiento del nuevo Gobierno cubano, surgido tras la caída de Batista. El 5 de enero de 1959, el Gobierno venezolano reconoce al recién establecido gobierno cubano y envía a La Habana al embajador José Nucete Sardi que ya había ejercido el cargo entre 1948 y 1952.
El 23 de enero de 1959 Castro visitó Venezuela. Fue su primer viaje al extranjero después de la entrada triunfal en La Habana el 6 de enero de 1959. Durante cinco días Castro fue celebrado como héroe continental por el pueblo venezolano. El viaje tuvo una razón principal: agradecer al pueblo venezolano por su valiosa contribución moral y material a la causa de Cuba Libre.

Castro fue honrado con una ceremonia de bienvenida ofrecida por el Congreso, así como en la Universidad Central de Venezuela, el Consejo Municipal de Caracas y la concentración en la Plaza El Silencio. En la Universidad Central de Venezuela, conoció al poeta chileno Pablo Neruda, quien habló en un acto masivo de estudiantes y leyó su Canto a Bolívar. Luis Báez resumió lo que Neruda dijo:
"En esta dolorosa y victoriosa hora que viven los pueblos de América, mi poema con cambios de lugar, se puede entender dirigido a Fidel Castro, porque en las luchas por la libertad el destino de un hombre para dar confianza Al espíritu de grandeza en la historia de nuestros pueblos ".
Fidel Castro se reunió con Rómulo Betancourt, en dicha reunión Castro le pide un préstamo y le propone un acuerdo en el que Venezuela vendiera petróleo a Cuba a precio preferencial, pero Betancourt se niega. El jefe de escoltas de Castro, el comandante Paco Cabrera muere en un accidente en el Aeropuerto Internacional de Maiquetía Simón Bolívar. 

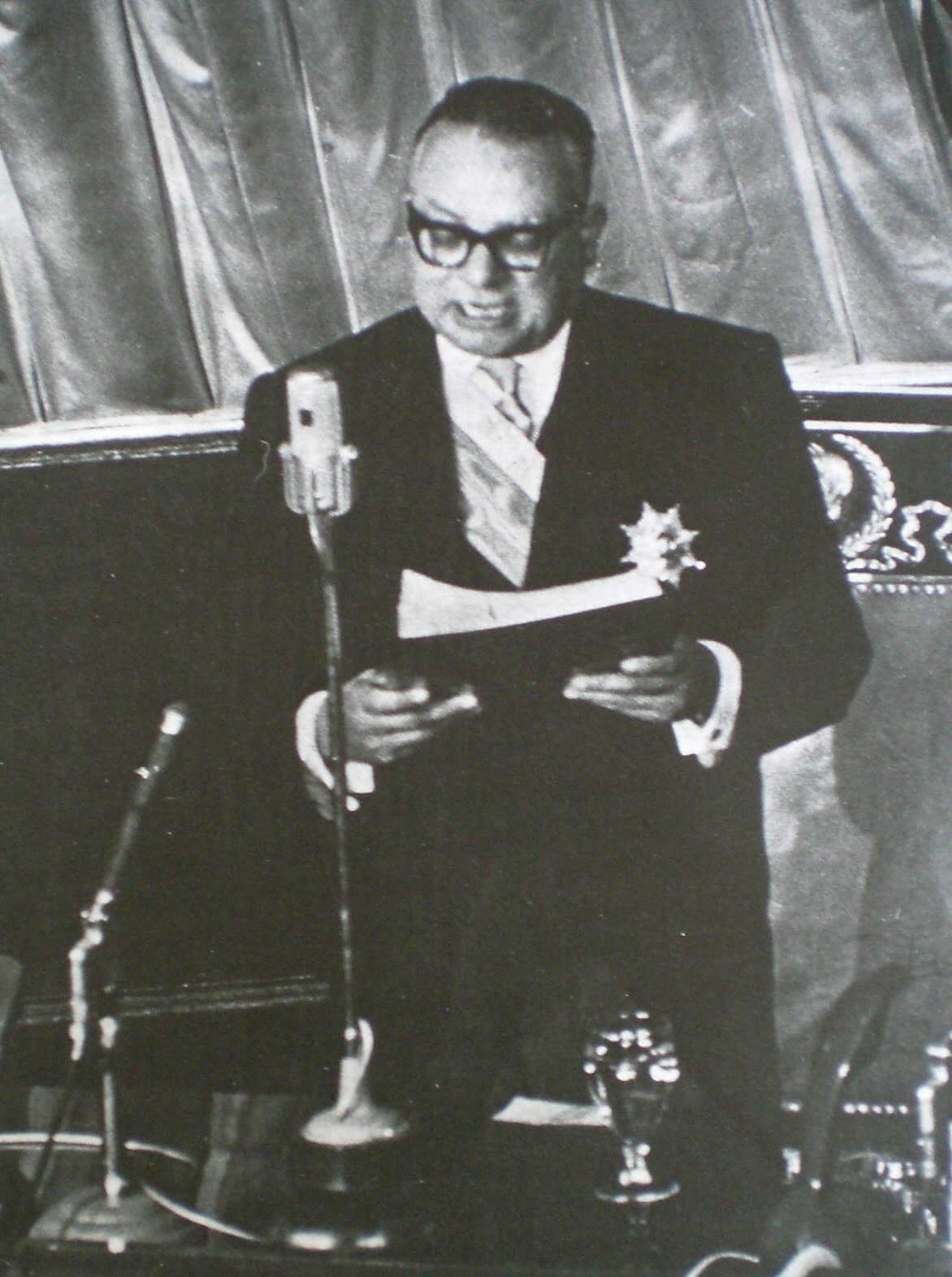
Discurso inaugural de Rómulo Betancourt en 1959.

Las relaciones se deterioraron rápidamente después de que el presidente Rómulo Betancourt llegó al poder en 1959, cuando Castro trató de llevar la riqueza petrolera de Venezuela a su propia revolución mediante el apoyo a la lucha guerrillera. Venezuela apoya un intento de invasión a República Dominicana desde Cuba patrocinado por el Gobierno de Fidel Castro, tras su fracaso y ante la amenaza de respuesta por parte de Rafael Leónidas Trujillo, Rómulo Betancourt se comprometió a ayudar a Cuba en caso de que Trujillo atacara.
En julio de 1959 el presidente Manuel Urrutia Lleó una vez fuera del gobierno, debió buscar asilo en la embajada de Venezuela, quien fue recibido por el personal de la Misión en medio de una balacera (esposa e hijos incluidos), y posteriormente se exilió en los Estados Unidos.
Tras el fracaso de la Invasión de bahía de Cochinos en abril de 1961, Betancourt le envió un mensaje al presidente cubano Oswaldo Dorticós Torrado el 21 de abril pidiéndole que dejara de aplicarse la pena de muerte a los participantes de la invasión, basándose en las normas de respeto a la vida reconocidas por las Naciones Unidas. Dorticós respondió el 24 de abril expresando que los tribunales revolucionarios de Cuba aplicaban la pena de muerte sólo en los casos determinados expresamente por la ley penal. Varios anticastristas se refugiaron en la embajada de Venezuela de La Habana donde se le concedió asilo político, y días después los insurrectos paulatinamente salieron para Caracas a medida que obtenían el respectivo salvoconducto. El 11 de noviembre de 1961, el presidente Betancourt rompió relaciones con Cuba siguiendo una política, llamada la doctrina Betancourt, de no tener lazos con los gobiernos que habían llegado al poder por medios no electorales. A partir de ese momento los asuntos de Venezuela quedarían representados por las embajadas de México y de Suiza en La Habana. El gobierno cubano expulsa al embajador José Nucete Sardi.  
En enero de 1962 Venezuela votó para expulsar a Cuba de la Organización de los Estados Americanos (OEA). Durante la crisis de los misiles de Cuba en octubre de 1962, dos destructores venezolanos, ARV Nueva Esparta y ARV Zulia, integraron la flota combinada estadounidense-latinoamericana («Task Force 137», TF-137) que participó en el bloqueo naval para evitar la llegada de misiles y los materiales necesarios para continuar con la construcción de las bases soviéticas en la isla. En julio de 1964 Venezuela solicitó con éxito que las sanciones de la OEA fueran impuestas a Cuba después del descubrimiento de un cargamento de armas en una playa venezolana, supuestamente abandonado por cubanos para uso de las Fuerzas Armadas de Liberación Nacional (FALN) que buscan derrocar al gobierno para establecer un gobierno marxista. Castro había inspirado a los guerrilleros que amenazaban el gobierno de Betancourt y las elecciones programadas para 1963.
En 1966 Arnaldo Ochoa con el comandante guerrillero venezolano Luben Petkoff, tomaron un bote en Pinar del Río con destino a las costas de Falcón, Venezuela, una de sus expediciones más secretas. Junto con otros 15 militares cubanos fueron enviados por Castro para fortalecer las guerrillas de Douglas Bravo que luchaban para derrocar el gobierno de Raúl Leoni. Los venezolanos entrenados por Cuba fueron desembarcados en julio de 1966. En mayo de 1967 ocurrió el desembarco de Machurucuto, donde el ejército venezolano interceptó en las playas un desembarco de oficiales cubanos y guerrilleros venezolanos liderados por Fernando Soto Rojas.
Una vez que el presidente Rafael Caldera asume el cargo en 1969, Venezuela se identificó cada vez más con el Tercer Mundo, la actividad guerrillera disminuyó y Castro renunció a la revolución exportadora, lo que permitió un acercamiento tentativo con el gobierno venezolano. Las relaciones diplomáticas fueron restauradas en 1974 por el gobierno de Carlos Andrés Pérez, se reanudaron las entregas de petróleo y Venezuela abogó por la readmisión de Cuba a la OEA. Las tensiones repentinamente resurgieron, especialmente sobre el manejo de Venezuela del atentado terrorista perpetrado por factores anticastristas conocido como el atentado del Vuelo 455 de Cubana de Aviación en 1977 y de los cubanos que buscaron refugio en la embajada venezolana de La Habana en 1980. El gobierno de Jaime Lusinchi acusó al gobierno de Fidel Castro de estar detrás del Marzo merideño.

### 1990-1999
En 1992, Fidel Castro inicialmente denunció el intento de golpe de Estado de Venezuela en febrero liderado por el teniente coronel Hugo Chávez. Sin embargo, después de que Chávez fuera sobreseído en 1994, Castro lo invitó a La Habana a buscar más asistencia internacional después del colapso de la Unión Soviética, que perjudicó a la economía cubana.
Después de su liberación, el 14 de diciembre de 1994, Chávez visita Cuba durante el Período especial, donde es recibido en persona por Castro con honores de jefe de Estado. Durante su visita, Chávez dio un discurso en el Aula Magna de la Universidad de La Habana ante Fidel y la alta jerarquía cubana donde, entre otras cosas, dice "Tenemos un proyecto estratégico de largo plazo, en el cual los cubanos tienen y tendrían mucho que aportar" y "es un proyecto de un horizonte de veinte a cuarenta años, un modelo económico soberano".
El periodista e historiador británico Richard Gott señaló que Hugo Chávez y Fidel Castro comparten varias similitudes. Castro se convirtió en un héroe nacional en Cuba después de su fracaso el 26 de julio de 1953, y Chávez encabezó el fracasado intento de golpe de Estado en febrero de 1992 Intento de Estado Castro pasó varios años en prisión y luego dirigió una guerrilla de dos años de duración antes de asumir el poder en 1959 y Chávez también llegó al poder después de pasar un período en prisión y estableció su propio movimiento político.
En 1999, Chávez visitó Cuba y declaró en la Universidad de La Habana (UH), "Venezuela viaja hacia el mismo mar que el pueblo cubano, un mar de felicidad y de verdadera justicia social y paz". Llamó a Castro "hermano" y dijo:

Aquí estamos, tan alertas como siempre, Fidel y Hugo, luchando con dignidad y coraje para defender los intereses de nuestro pueblo y para dar vida a la idea de Bolívar y Martí. En nombre de Cuba y Venezuela, pido la unidad de nuestros dos pueblos y de las revoluciones que ambos llevamos. Bolívar y Martí, un país unido!

## SigloXXI

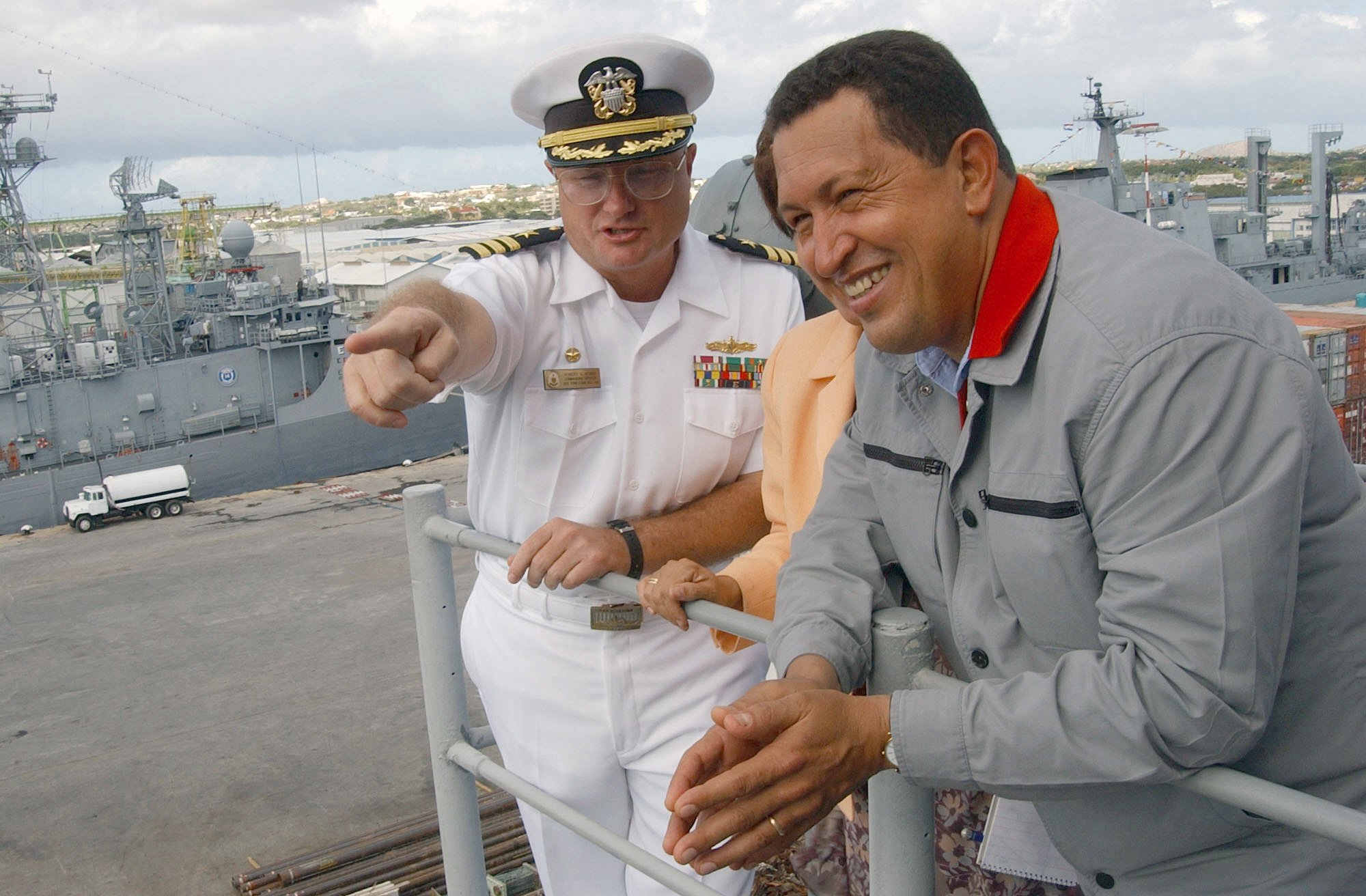
Chávez visitando el USS Yorktown (CG-48) USS Yorktown, un barco de la marina de los EE. UU. atracó en Curaçao en las Antillas Neerlandesas, en 2002

El 30 de octubre del año 2000 se firmó el Convenio Integral de Cooperación Cuba-Venezuela, con el propósito de fortalecer los lazos de amistad y lograr un mejor desarrollo económico y social para los pueblos de ambas naciones.
Tras el Golpe de Estado en Venezuela de 2002, Chávez se acercó más a Cuba para obtener su ayuda para poder mantener el poder. Chávez ya no podía confiar en su propio personal en su "sala situacional" y trajo el G2, la agencia de inteligencia cubana. Un asesor de Chávez dijo que "vi su estrategia: Manipularlo, nutrir su inseguridad, encontrar pruebas de trampas de asesinato, de traiciones, hacerle paranoico ". Venezuela comerciaría decenas de miles de barriles de petróleo para el personal militar y de inteligencia de Cuba, mientras que Chávez también recibió asistencia con programas sociales para mantener la lealtad de los votantes.

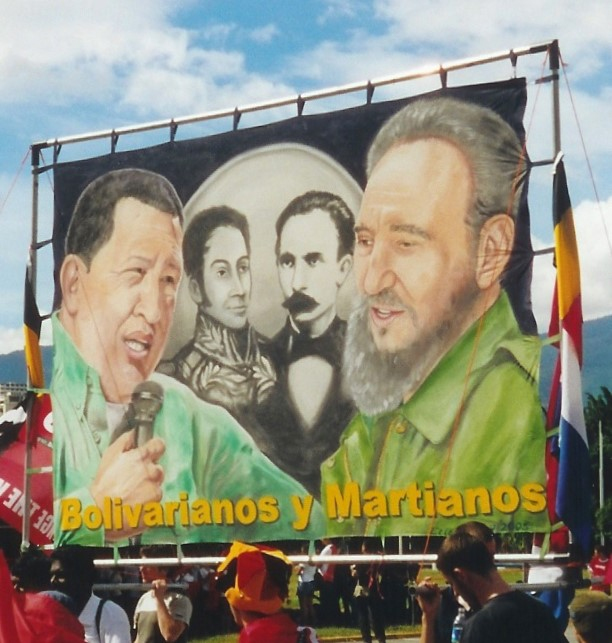
Fidel Castro y Hugo Chavéz en una pancarta en el Festival Mundial de la Juventud y los Estudiantes en Caracas en 2005.

En 2005, Chávez dijo que la cooperación entre Cuba y Venezuela es un ejemplo de lo que el socialismo puede y debe hacer. Chávez dijo que no veía a Cuba como una dictadura, sino que compartió conjuntamente con Castro en un programa de televisión de seis horas en agosto de 2005. Él dijo "Es una democracia revolucionaria". Chávez dijo que la democracia promovida por George W. Bush es "una falsa democracia de la élite" y una "democracia de bombas". Chávez consideraba a Castro como su mentor.
En mayo de 2008, el ministro de Relaciones Exteriores de Venezuela, Nicolás Maduro, encabezó una delegación en Cuba para asistir a la 12.ª reunión del Órgano de Consulta Política Cuba-Venezuela, se reunió con el vicepresidente de Cuba, Carlos Lage Dávila, en la sede del Consejo de Ministros para discutir la situación en América Latina y otras cuestiones bilaterales. En la apertura de la reunión, Maduro dijo que la Revolución Cubana "nos mostró el camino de la segunda independencia real política, económica, social y cultural hace 50 años". Al describir las relaciones entre los dos países, dijo que "nuestra relación es una fraternidad profunda, duradera y estratégica, mediante la cual nos hemos convertido en un solo pueblo, una sola nación, como soñado por los padres liberadores". Maduro mantuvo conversaciones con Raúl Castro y también discutió asuntos relacionados con las relaciones bilaterales.

### 2013-presente
Inmediatamente después de la muerte de Hugo Chávez, Castro buscó un nuevo benefactor, esto luego de que, tras el fallecimiento del primero, la economía venezolana comenzara a deteriorarse significativamente y el petróleo que se enviaba de Venezuela a Cuba comenzara a desacelerarse. Con Cuba necesitando un nuevo apoyo, las relaciones entre Estados Unidos y Cuba comenzaron a ser restablecidas en 2014 durante el deshielo entre Estados Unidos y Cuba.

## Lazos económicos
El 14 de diciembre de 2004, Chávez y Castro firmaron una declaración conjunta, que decía que el neoliberalismo actúa como "un mecanismo para aumentar la dependencia y la dominación extranjera". Los dos líderes describieron el "ALCA" como una "expresión de hambre para dominar la región" y dijo que el área de libre comercio dará lugar a un aumento de la pobreza y la subordinación en América Latina. Según la declaración conjunta, la integración económica es necesaria para que las naciones latinoamericanas obtengan una posición respetada en la economía mundial, pero esta integración se basará en la cooperación mutua.
El 25 de enero de 2007, Chávez y el vicepresidente de Cuba Carlos Lage firmaron un acuerdo para desarrollar una serie de proyectos de producción que involucraban níquel, electricidad y arroz. Este acuerdo también incluyó la construcción de un cable de fibra óptica bajo el agua para evitar un embargo estadounidense que estaba destinado a ser construido dentro de 2009. De 2008 a 2011, el gobierno de Hugo Chávez en Venezuela le dio a Cuba 18.000 millones de dólares en préstamos, inversiones y donaciones.

### Petróleo
En octubre de 2000, Chávez y Castro firmaron el Convenio Integral de Cooperación bajo el cual Venezuela enviará diariamente 53.000 metros cúbicos de petróleo a Cuba y recibirá apoyo técnico en el país. Los campos de la educación, la salud, los deportes, la ciencia y la tecnología. En febrero de 2005, Venezuela aumentó sus envíos de crudo a Cuba a 90.000 m³ por día lo que representa menos del 3,5% de la producción total de petróleo de Venezuela. Pero para Cuba, 90.000 m³ es de alto valor. Gran parte de este petróleo obtenido de Venezuela está subvencionado de acuerdo al Convenio Petrocaribe. Según estimaciones de 2005, Venezuela suministrará a Cuba cerca de 20.000 m³ a 26.000 m³ de petróleo sin costo, por un "don" total de $ 6-8 mil millones hasta 2020. Cuba reexporta 40.000 a 50.000 m³ de petróleo porque Cuba produce 80.000 m³ de petróleo en el país y el consumo total de petróleo en Cuba es 120.000 m³.
En 2007, los dos países establecieron una empresa conjunta para renovar la refinería de petróleo de Cienfuegos en Cuba. Venezuela y Cuba estaban dispuestos a invertir entre 800 y 1 billón de dólares en la etapa primaria del programa. De acuerdo con este esquema, el 51% de la planta estará en manos de Cuba y el 49% por Petróleos de Venezuela (PDVSA), la empresa venezolana de propiedad estatal. En diciembre de 2007, Chávez asistió a la Cumbre de Petrocaribe en La Habana junto con varios primeros ministros y presidentes de todo el Caribe y Centroamérica. El 11 de marzo de 2019 el presidente interino de Venezuela, Juan Guaidó, introdujo ante la Asamblea Nacional una resolución que contemplaba la inmediata suspensión de los envíos de petróleo a Cuba y dijo que solicitará la ayuda de otros países para hacer cumplir la medida.

### Barrio Adentro
A cambio del petróleo venezolano, Cuba envía a Venezuela aproximadamente entre 30.000 y 50.000 técnicos. En virtud del programa "Convenio de Atención a Pacientes" implementado en el año 2000, Venezuela envía a los pacientes ya sus familiares para recibir tratamiento médico en Cuba, donde el gobierno de Venezuela paga los gastos de transporte y Cuba asume todos los demás gastos.
En abril de 2005, los presidentes Chávez y Castro firmaron un acuerdo para aumentar el número de trabajadores de la salud en Venezuela a cambio de envíos de petróleo. Como parte del acuerdo, Cuba ayudaría a Venezuela a capacitar a 30.000 "médicos comunitarios integrales" para asistir al programa de salud pública de Venezuela, el cual incluyó el establecimiento de 1.000 centros médicos gratuitos y servicios quirúrgicos Tratamiento para aproximadamente 100.000 venezolanos en Cuba. Con la asistencia cubana, la red de Barrio Adentro cuenta con cuatro etapas, ofreciendo atención médica gratuita de 7.000 clínicas comunitarias locales hasta el nivel hospitalario. El programa se calcula que ha administrado más de 500 millones de consultas y ha salvado más de 1,4 millones de vidas desde su fundación. Mientras tanto, el envío de petróleo a Cuba se incrementa a 90.000 m³ por día. Sólo en 2005, 50.000 venezolanos fueron a Cuba para recibir tratamiento gratuito.

### Investigación
El Instituto Venezolano de Investigaciones Científicas y científicos cubanos colaboraron en un proyecto de investigación para analizar el "estrés" en la producción de arroz causada por la sequía o los suelos salinos. Los hallazgos de esta investigación se presentaron en el IV Encuentro Internacional de Arroz celebrado en La Habana en 2008. Uno de los varios objetivos de este proyecto científico conjunto es comprender la efectividad de las hormonas.

## Lazos militares
Lazos cercanos con Cuba están ayudando a transformar al Ejército de Venezuela. Estos comenzaron en 2004 como parte de un esfuerzo por minimizar la influencia de los Estados Unidos en el ejército de Venezuela al substituir los rifles belgas FAL con el AK-103 ruso. El Ejército de Cuba, que cuenta con más de 40 años de experiencia en el manejo de equipos militares soviéticos y rusos y en la capacitación de combatientes en guerrillas y operaciones de contrainsurgencia, está bien intencionado para ayudar a Chávez en esta transformación militar.

## Críticas

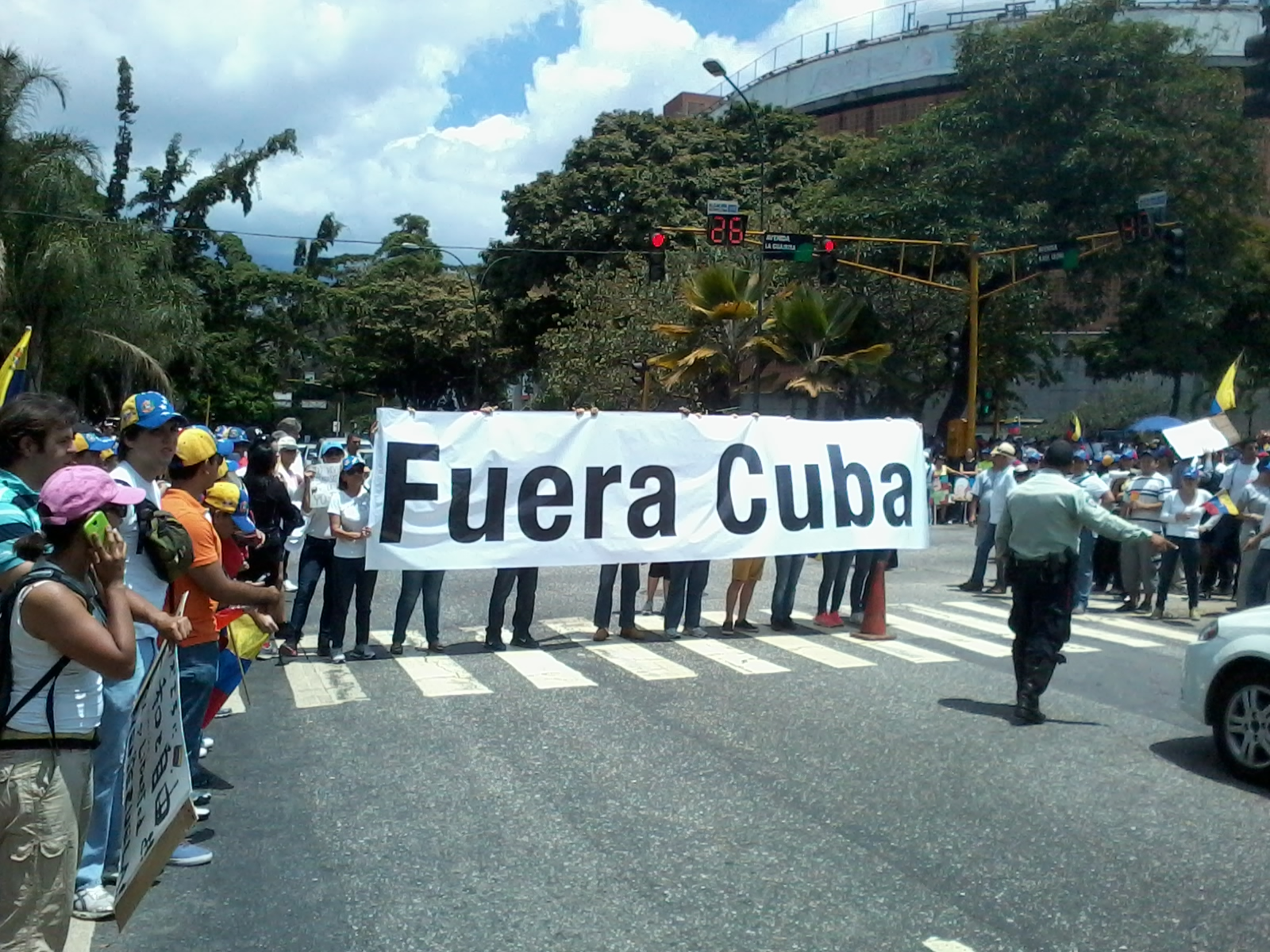
Manifestantes sosteniendo un cartel criticando la intervención cubana en Venezuela.

El periodista y politólogo estadounidense Michael Radu, en su libro Dilemas de la Democracia y la Dictadura, expresó una opinión negativa sobre estas relaciones bilaterales, afirmando que:
"la mayoría de las políticas de Chávez son claramente antidemocráticas, a menudo anticonstitucionales y usualmente antiamericano y pro-Castro".
Otro estadounidense y un conservador Frank Gaffney, quien es el fundador de la organización conservadora Centro de Política de Seguridad, expresó una opinión negativa similar en el libro "War Footing", donde escribe:
"Chávez representa lo que Castro siempre quiso ser: el líder de una revolución que se extiende mucho más allá de su propio territorio, Castro ha ayudado a Chávez a aprender a socavar y desestabilizar a las democracias liberales en toda la región usando el método probado por Castro de guerra política. Castro tiene décadas de experiencia, Chávez tiene dinero y poder, es una asociación con Chávez a cargo".
El Gobierno federal de los Estados Unidos mantiene la opinión de que tanto Chávez como Castro tratan de socavar la democracia en el Caribe y representa a Chávez como una amenaza a la seguridad. Los críticos dicen que Chávez está utilizando las ventas de petróleo en condiciones preferenciales para aumentar su influencia política en el Caribe. Ha sido criticado por mantener relaciones amistosas con Cuba, que es un oponente de largo plazo de Estados Unidos. En enero de 2005, la secretaria de Estado de los Estados Unidos Condoleezza Rice llamó a Cuba "puesto de avanzada de la tiranía" y Chávez una "fuerza negativa" en América Latina. 

Chávez fue criticado por los opositores sobre la base de que estaba tratando de establecer un gobierno autoritario de tipo cubano. Pero la opinión de los Estados Unidos sobre esta cuestión ha sido criticada. Irum Abbasi, investigador del Instituto de Estudios Estratégicos de Islamabad, escribe:
"Para los Estados Unidos, la verdadera cuestión nunca ha sido los derechos humanos, sino el éxito de sus regímenes de clientes en la región, lo cual es corroborado por El hecho de que tiende a pasar por alto los abusos de los derechos humanos perpetrados por los regímenes proestadounidenses ".
Afirmó que Estados Unidos ha criticado a Cuba y Venezuela por abusos contra los derechos humanos, pero a menudo toleró e incluso apoyó regímenes que violaron los derechos humanos, pero fueron anticomunistas. La historiadora Jane Franklin en un artículo titulado "¿Quién tiene miedo de la alianza Venezuela-Cuba?" Dio el ejemplo de que en 1952 Estados Unidos apoyó un golpe que instaló a Fulgencio Batista como dictador de Cuba y escribe:
"Los gobiernos no son nada nuevo, como se ha demostrado en Brasil, Chile, la República Dominicana y Haití, por nombrar algunos".
Franklin señaló que Cuba está bien desarrollada en el campo de la salud y fue una vez la única nación en América Latina que ofreció atención médica gratuita universal y con la ayuda de Cuba, Venezuela ha podido brindar atención médica gratuita a muchos de sus ciudadanos; Por lo tanto los dos países respetan la atención médica como un derecho humano básico. Respecto a la observación de Rice, ella declaró que el Gobierno de George W. Bush y los medios de comunicación han aumentado su ataque contra Chávez y Castro.
Richard Gott en su libro Hugo Chávez y la Revolución Bolivariana describió a los Estados Unidos como "el principal poder imperial en la región y el campeón de la filosofía neoliberal" y dijo que Chávez y Castro habían dirigido Su retórica contra esta política de los EE. UU. El historiador británico-paquistaní, cineasta y activista político Tariq Ali en una letra a The Guardian escribió, "El gobierno De los Estados Unidos no tiene autoridad moral para elegir a sí misma como juez de los derechos humanos en Cuba... donde a pesar del bloqueo económico hay niveles de Salud, educación y cultura que son reconocidos internacionalmente ". Abbasi señaló que los resultados recientes de las elecciones en varios países latinoamericanos indican una deriva hacia la política de izquierda que ella analiza un resultado de la cólera pública sobre el "neoliberalismo".